# Biskupi łódzcy i poznańscy
Biskupi łódzcy i poznańscy – zwierzchnicy polskiej prawosławnej diecezji łódzko-poznańskiej:
- 1951–1979 – Jerzy (Korenistow)
- 1979–1981 – Sawa (Hrycuniak)
- 1981–2017 – Szymon (Romańczuk)
- od 2017 – Atanazy (Nos)